# Mezquita de Almonaster la Real
La mezquita de Almonaster la Real es un oratorio islámico situado en dicho municipio español de la provincia de Huelva, en Andalucía. Fue construida durante el Califato de Córdoba, entre los IX y X, en el interior del castillo de Almonaster, sobre los restos de una basílica visigótica del siglo VI, cuyos materiales se reutilizaron. Tras la Reconquista cristiana, fue convertida en ermita, bajo la advocación de Nuestra Señora de la Concepción, albergando desde entonces culto católico.
Se trata de un conjunto histórico y artístico de un valor excepcional, por ser la única mezquita andalusí que se ha conservado casi intacta en España en una zona rural, conservando hasta nuestros días la sobriedad y el recogimiento propios de estas construcciones. Con elementos romanos, califales y cristianos, fue declarada Monumento Nacional el 3 de junio de 1931,
protegida de manera genérica por el decreto de 22 de abril de 1949 y por la Ley 16/85 sobre el Patrimonio histórico Español.
En la actualidad compagina su función religiosa con la de centro cultural.

## Descripción

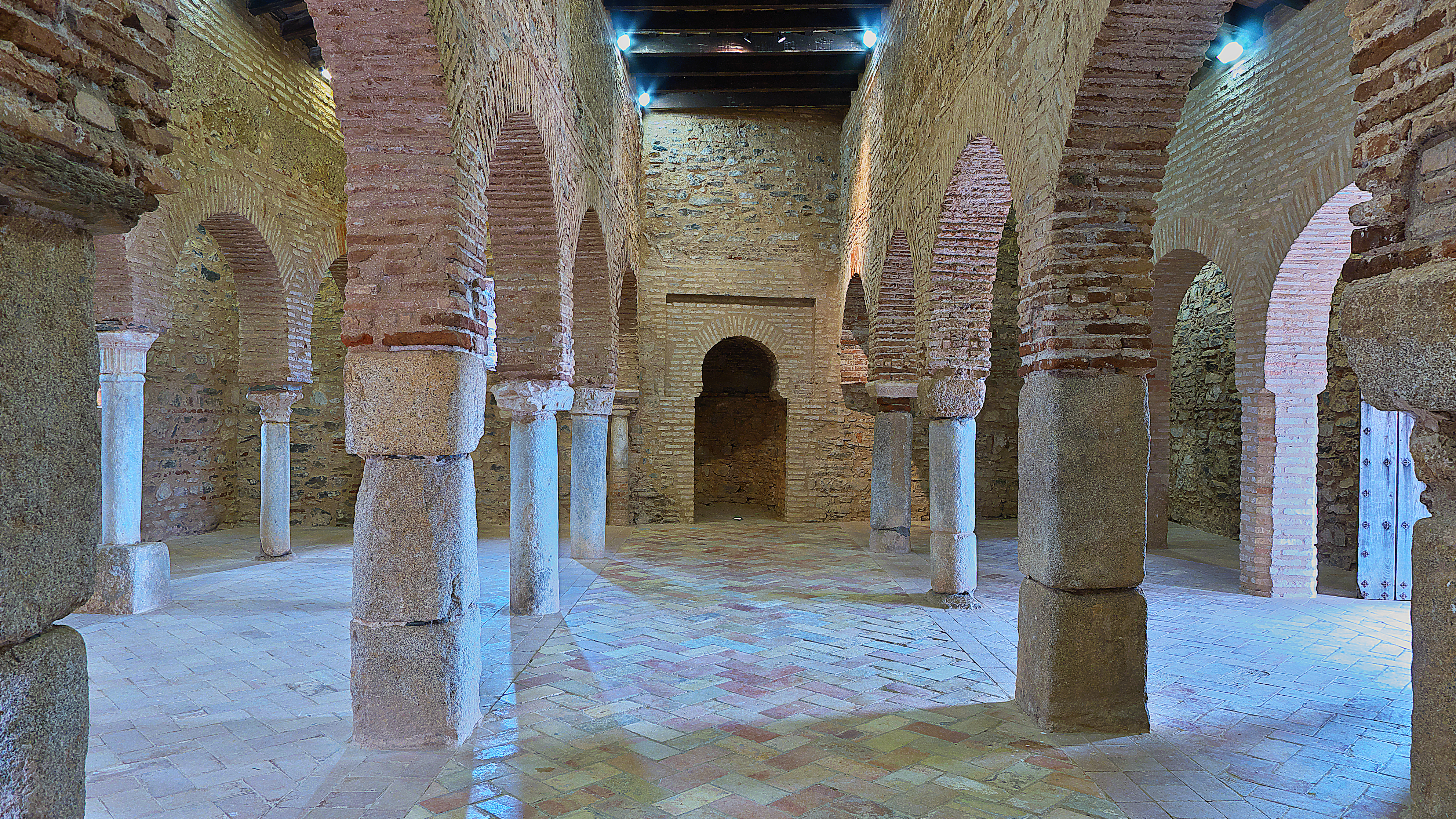
Columnas del interior

La mezquita se encuentra edificada en una colina que domina el pueblo de Almonaster la Real. Está integrada en un conjunto que comprende, además del oratorio, una antigua fortaleza musulmana anexa a una plaza de toros.
Es una construcción de planta trapezoidal, forma que probablemente fuera determinada por el declive del terreno. Se observa en la estructura del templo una organización clásica de los lugares de culto islámico, distinguiéndose dos espacios separados: El patio de las abluciones o sahn y la sala de oración o haram, formando un área cuadrada de cerca de once metros de lado. La sala de oración consta de cinco naves de anchura desigual. Sus arcadas, al igual que las de la Mezquita de Córdoba, corren transversales a la alquibla. La nave central es más ancha que las dos siguientes, que a su vez son más anchas que las dos exteriores. Los tramos del lado sur son más anchos que los otros, resultando una clara disposición en forma de letra "T". El patio, en la prolongación de las dos naves occidentales colaterales, está en parte excavado en la roca.
La fábrica del edificio es de ladrillo, sillares de granito y mampostería. Para su edificación se utilizó material de acarreo como aras funerarias, columnas y capiteles romanos de los siglos I y II, así como fragmentos visigóticos de entre los siglos V y VI, como una lápida con epitafio, un cancel de iconostasis, un cimacio y un dintel. Los arcos están hechos de ladrillo y reposan en una serie de soportes heteróclitos. Algunos son fustes de columnas, otras son pilares de piedra.

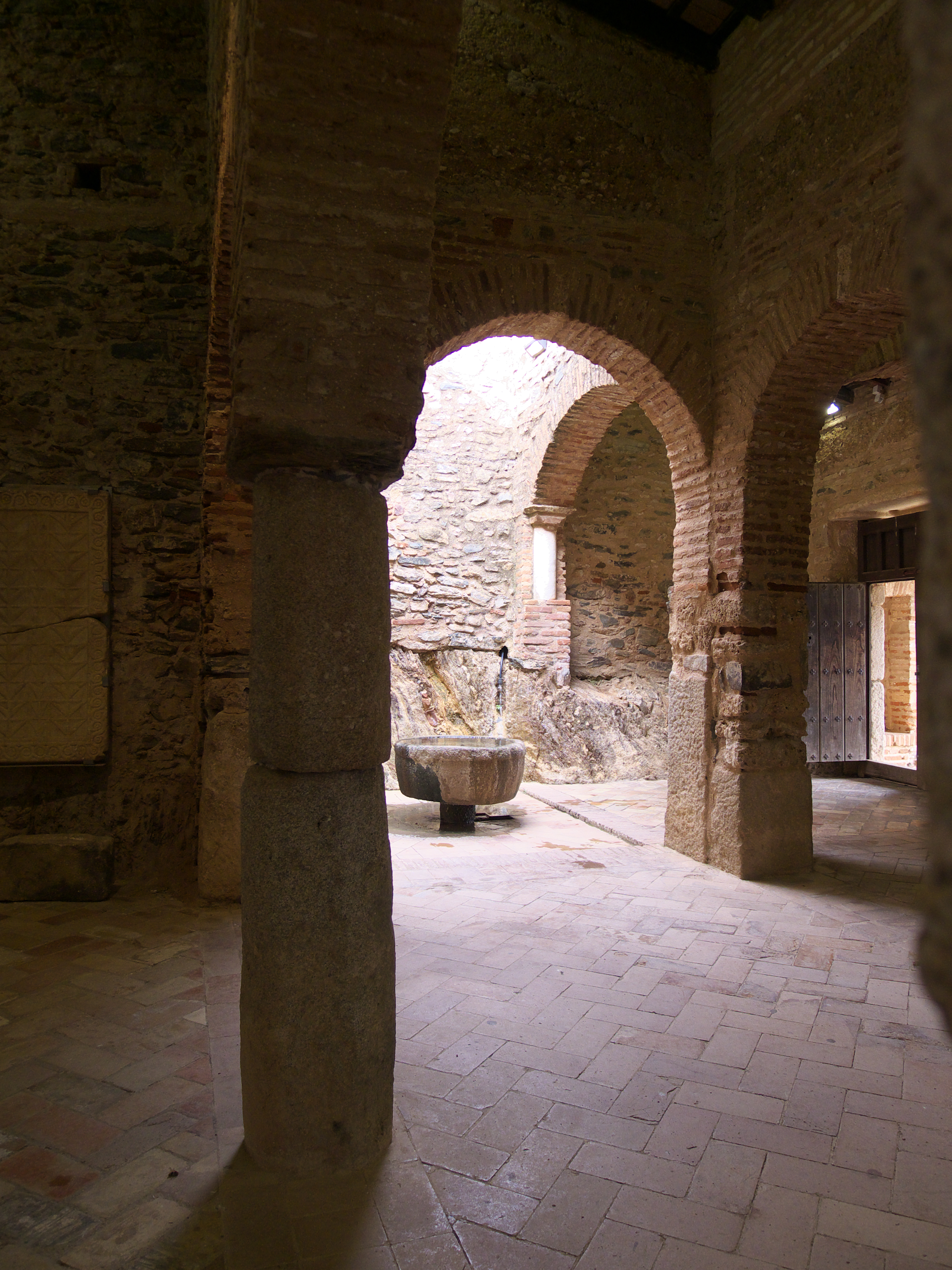
Patio de las abluciones o sahn

El mihrab es un nicho profundo hecho de ladrillo y piedra de apariencia arcaica, que ha perdido su revestimiento. Al norte, fuera del edificio, al oeste del mihrab, se levanta un alminar de planta cuadrada. Es probable que la mezquita solo tuviera una entrada en el primer tramo norte de la nave central. Su escasa luz se recibía del patio, la puerta y tres estrechas ventanillas o troneras, dos de ellas a la izquierda y a la derecha del mihrab.
En época cristiana a la mezquita le fue agregado un ábside en el costado este. Su cúpula semiesférica, de ladrillo, fue construida en la primera mitad el siglo XVIII. Presenta restos de pinturas murales de la misma época con decoración vegetal y tondos con los Padres de la Iglesia Latina. A continuación del ábside se encuentra una sacristía y en el costado oeste un pórtico. Con ello el edificio adquirió un eje central nuevo y, con él, una nueva orientación litúrgica, correspondiente a la nueva religión. También se reconstruyeron la vieja puerta y el costado norte. En la sala de oración se han descubierto dieciséis sepulcros sin fecha, mientras que en la esquina noreste se halla una gran pila.
Los historiadores del arte apuntan que el fuerte carácter arcaico y rústico de todo el edificio se debe bien a que la mezquita fue construida a principios del siglo IX, o al hecho de ser una «versión provinciana» de las edificaciones de la época de los califas. La jerarquización de la sala de oración parece apoyar más bien la segunda suposición.

## Historia

### Época romana e islámica

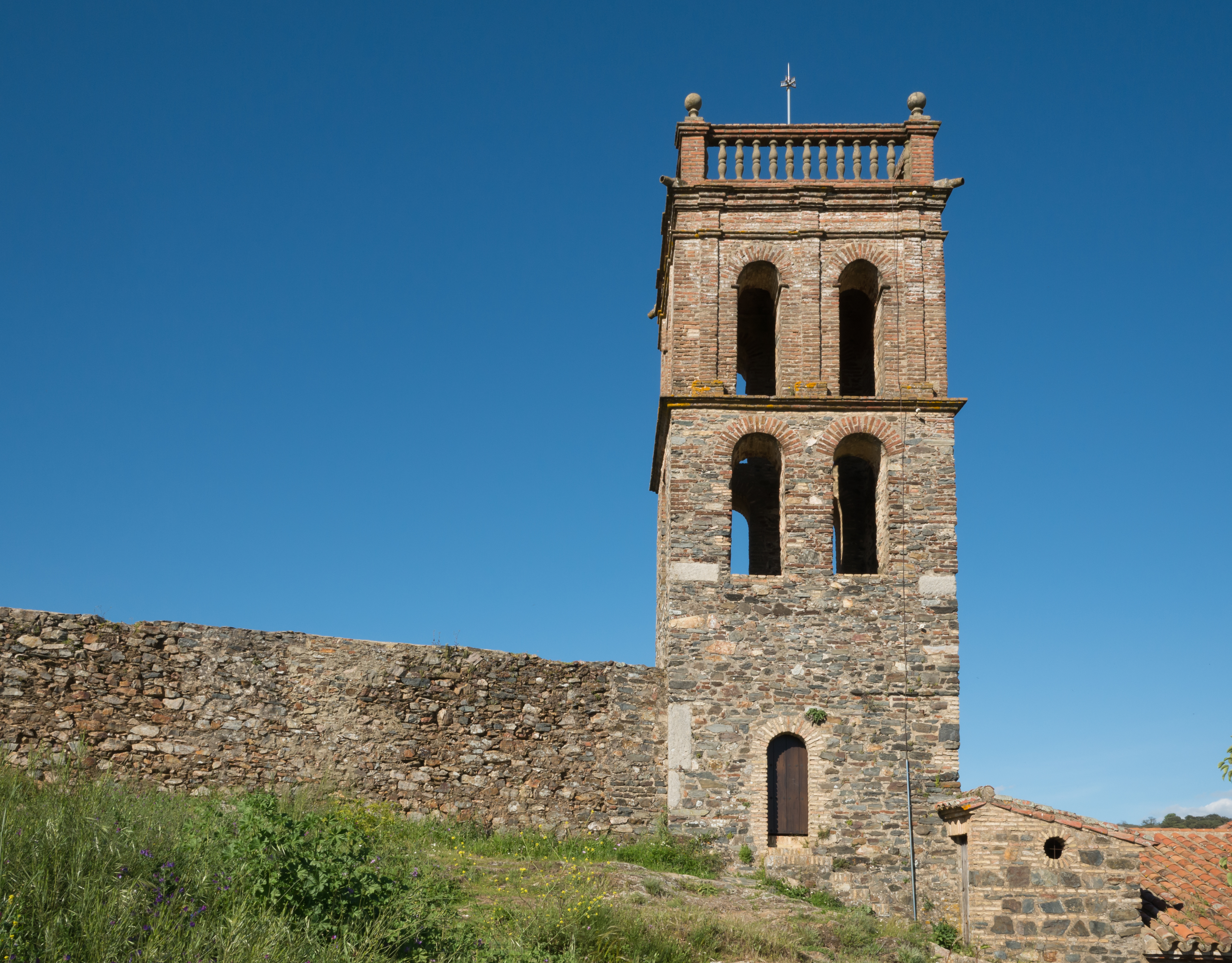
Lateral de la mezquita. Construida sobre una loma es parte integrante de un importante conjunto arquitectónico

Se considera que el lugar de emplazamiento de la mezquita tuvo una gran importancia para los distintos pueblos y culturas que, a lo largo de la historia, pasaron por Almonaster, permaneciendo en pie más de mil años el actual edificio, usado con fines religiosos por musulmanes y cristianos.
En época romana parece que existió en el lugar un enclave militar junto a un edificio de carácter sagrado. En el siglo VI fue convertido en monasterio visigodo (de ahí el topónimo de la localidad de Almonaster - Almunnastyr - El monasterio) que desapareció con la llegada de los musulmanes a la península ibérica. La zona fue entonces conquistada por el gobernador Abd al-Aziz ibn Musa, asentándose pobladores bereberes que dependían de los valíes de Córdoba. El primer testimonio escrito sobre Almonaster es de 822, aunque no se cita la existencia de la mezquita:

... el iqlim de al-Munastyr y los demás de la kúra de Sevilla, recaudaron más de 35 000 dinares de la gibáya.
Abu Abdullah al-Bakri (Lévi-Provençal, 1938).

Entre los siglos IX y X se erigió en el lugar la mezquita, de nueva planta, usándose materiales de las edificaciones romanas y visigodas preexistentes, tanto en la estructura como en la decoración, sobre todo columnas y capiteles. Asimismo se rodeó el conjunto arquitectónico y el caserío con una cerca murada. Durante el Califato de Córdoba, hasta su descomposición, el asentamiento tuvo importancia en la zona, que mantuvo años después cuando Almonaster se convirtió en parte del Reino Taifa de Badajoz. Con la invasión almohade esta zona serrana luchó por mantenerse independiente hasta que terminó cayendo en 1111. A juzgar por la importante función defensiva de Al-Munastyr, durante esos últimos años de avance de los reinos cristianos, el movimiento humano en torno a Almonaster y su mezquita debió ser muy importante.

### Época cristiana y tiempo presente

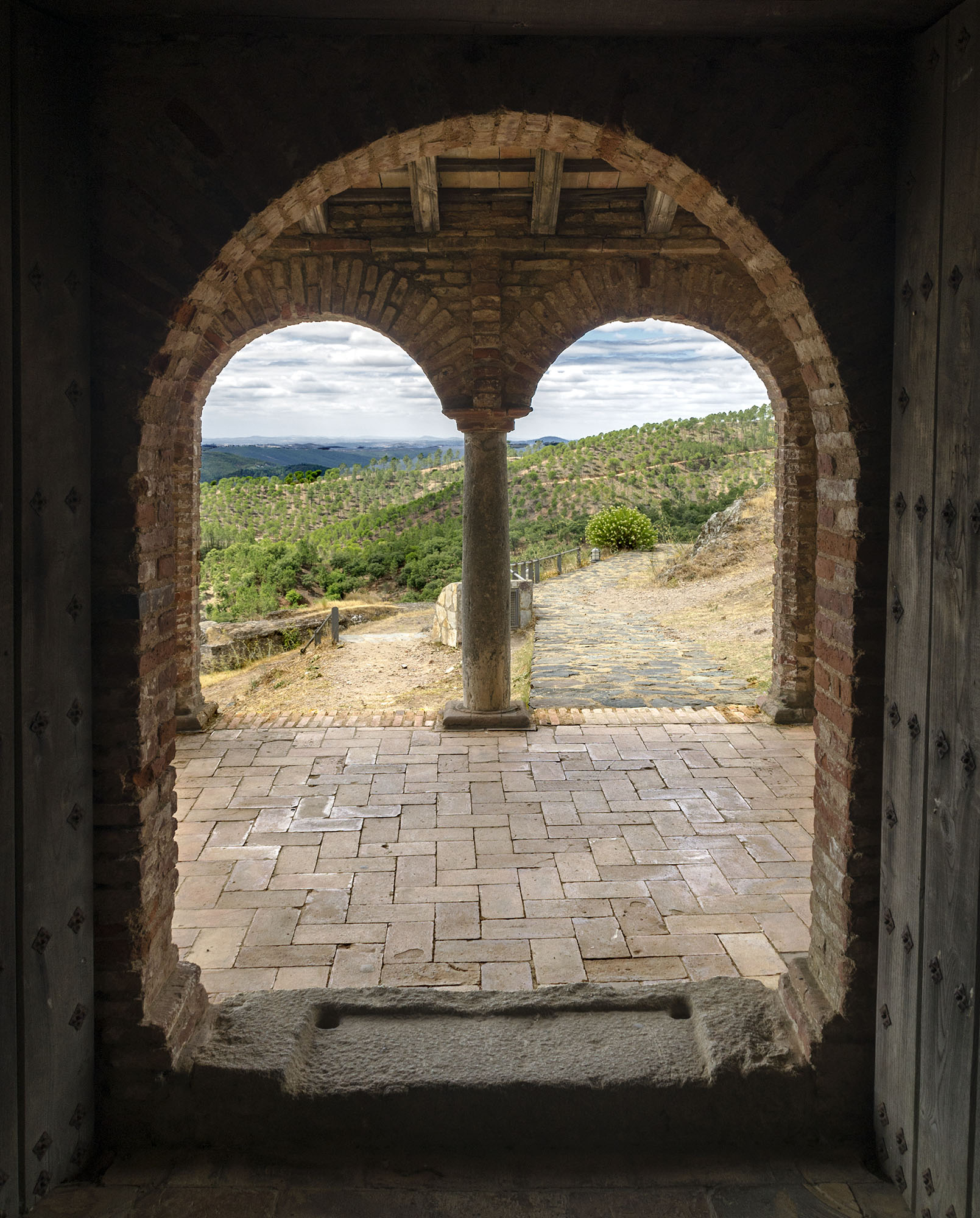
Pórtico de época cristiana

Los cristianos reconquistaron Almonaster en el siglo XIII, respetando la mezquita y convirtiéndola en ermita, realizándose algunas modificaciones pequeñas a lo largo de los años posteriores. En 1230, la Orden Militar del Hospital, incorporó Almonaster y parte de la sierra al Reino de Portugal, posibilitándose la repoblación de la zona. Sin embargo no fue hasta 1253 cuando el papa Inocencio IV, para evitar las disputas sobre el territorio del Algarve, incorporó el área al este del Guadiana a la Corona de Castilla, concretamente al Reino de Sevilla, bajo el señorío eclesiástico del Arzobispo de Sevilla.
Durante todo el siglo XIII y XIV, prácticamente toda la población vivía resguardada tras los muros de la fortaleza, hasta que en el siglo XV Almonaster dejó de ser plaza defensiva. El Arzobispado de Sevilla dejó de prestar atención preferente al templo, llevándolo a un lento deterioro. Se conservan documentos de 1583 que dan noticia del estado del templo, cifrando en 14 000 ducados su valor y denominando a la mezquita como "antigua iglesia de moros". Al convertirse en ermita, la mezquita probablemente tomó la advocación de Santa María, pues en el siglo XV el templo ya aparece nombrado bajo la advocación de Nuestra Señora de la Concepción.
En la actualidad, además de templo católico, el edificio funciona como centro cultural y de interpretación en la localidad.